# Illan Meslier
Illan Stéphane Meslier (Lorient, 2 de marzo de 2000), conocido como Illan Meslier, es un futbolista francés que juega de portero en el Leeds United F. C. de la Premier League de Inglaterra.

## Trayectoria

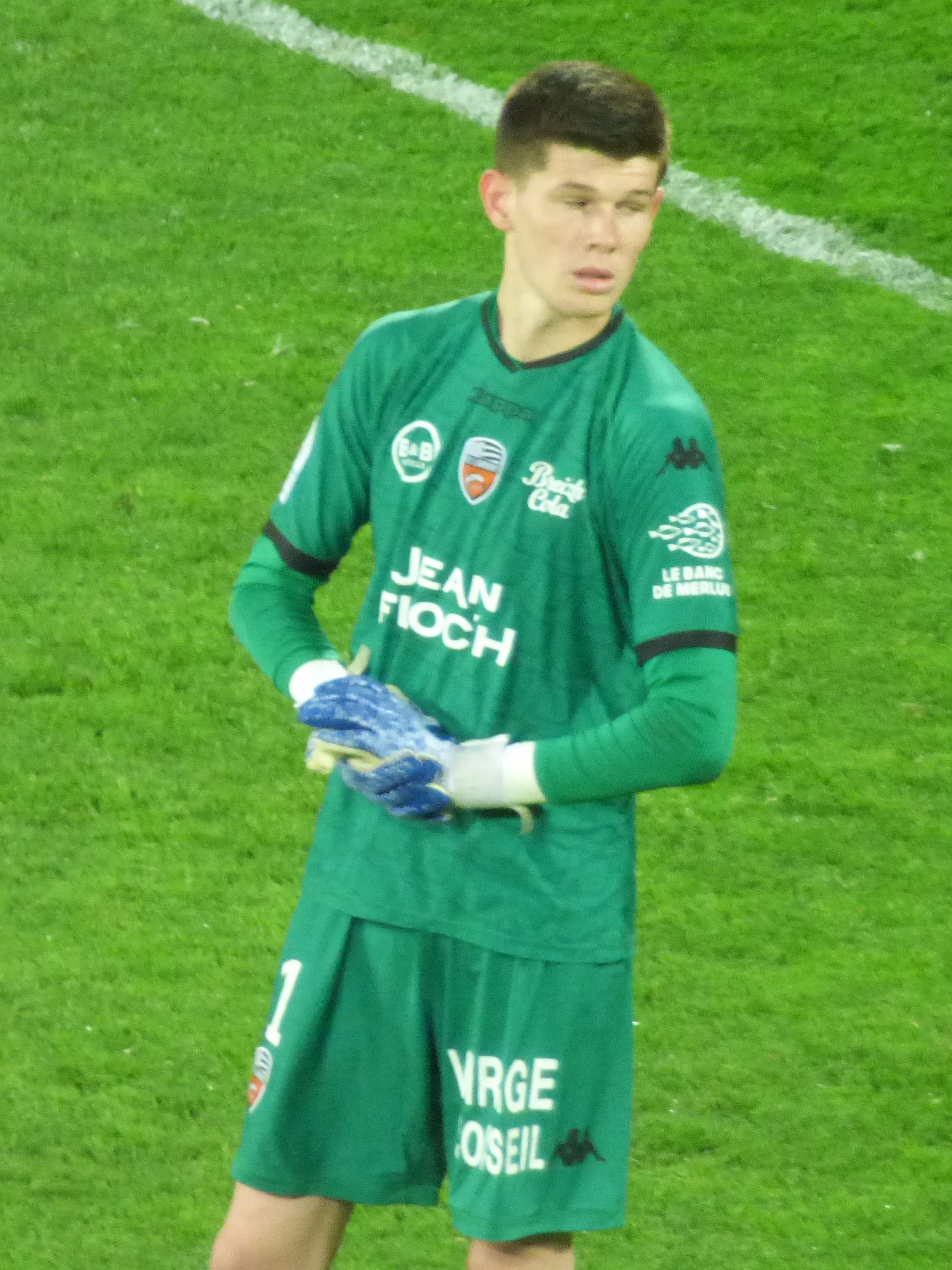
Meslier disputando un partido con el F. C. Lorient en el año 2019.

A los seis años se unió a las categorías inferiores del F. C. Lorient. El 1 de febrero de 2018 firmó su primer contrato profesional y debutó en el tramo inicial de la temporada 2018-19, dejando la portería a cero en sus primeros cinco partidos.
El 8 de agosto de 2019 fue cedido al Leeds United F. C. una temporada. El 6 de enero de 2020 debutó en el encuentro de tercera ronda de la FA Cup ante el Arsenal F. C. y el 29 de febrero, tras la sanción de ocho partidos a Kiko Casilla, se estrenó en la EFL Championship en un triunfo por 0-4 ante el Hull City A. F. C. Tras ayudar en el tramo final del curso al regreso del club a la Premier League 16 años después, fue adquirido en propiedad y firmó un contrato de tres años. En agosto de 2021 lo amplió hasta 2026.
En la campaña 2022-23 el equipo no pudo evitar el descenso de categoría y en el tramo final, coincidiendo con la llegada al banquillo de Sam Allardyce, fue relegado a la suplencia. Recuperó la titularidad la siguiente temporada, en la que perdieron la final de la promoción de ascenso frente al Southampton F. C., y fue incluido en el equipo ideal de la EFL Championship por la PFA. Consiguieron ascender en su segundo intento por volver a la Premier League y contribuyó a ello dejando la portería a cero en 21 de los 39 partidos que disputó, aunque se perdió los últimos encuentros de la campaña por decisión del entrenador.

## Selección nacional
Ha sido internacional con Francia en las categorías sub-18, sub-19, sub-20 y sub-21. Fue convocado para participar en el Mundial sub-17 de 2017 y el Mundial sub-20 de 2019. También estuvo presente en el Europeo sub-21 de 2021, en el cual jugó el encuentro de cuartos de final ante los Países Bajos que perdieron en el tiempo de descuento. Acudió a la siguiente edición dos años después y nuevamente fueron eliminados en la misma ronda.

### Participaciones en Copas del Mundo
| Mundial                  | Sede    | Resultado        | Partidos | Goles |
| ------------------------ | ------- | ---------------- | -------- | ----- |
| Copa Mundial sub-17 2017 | India   | Octavos de final | 0        | 0     |
| Copa Mundial sub-20 2019 | Polonia | Octavos de final | 2        | 0     |

### Participaciones en Eurocopas
| Copa                | Sede                | Resultado        | Partidos | Goles |
| ------------------- | ------------------- | ---------------- | -------- | ----- |
| Europeo sub-21 2021 | Hungría · Eslovenia | Cuartos de final | 1        | 0     |
| Europeo sub-21 2023 | Georgia · Rumania   | Cuartos de final | 0        | 0     |

## Estadísticas

### Clubes
Actualizado hasta su último partido disputado el 29 de marzo de 2025.
| Club                          | Div.          | Temporada     | Liga  | Liga  | Liga  | Copas nacionales | Copas nacionales | Copas nacionales | Torneos internacionales | Torneos internacionales | Torneos internacionales | Total | Total | Total |
| Club                          | Div.          | Temporada     | Part. | Goles | V. I. | Part.            | Goles            | V. I.            | Part.                   | Goles                   | V. I.                   | Part. | Goles | V. I. |
| ----------------------------- | ------------- | ------------- | ----- | ----- | ----- | ---------------- | ---------------- | ---------------- | ----------------------- | ----------------------- | ----------------------- | ----- | ----- | ----- |
| F. C. Lorient "II" Francia    | 4.ª           | 2017-18       | 16    | 13    | 8     | ―                | ―                | ―                | ―                       | ―                       | ―                       | 16    | 13    | 8     |
| F. C. Lorient "II" Francia    | 4.ª           | 2018-19       | 1     | 2     | 0     | ―                | ―                | ―                | ―                       | ―                       | ―                       | 1     | 2     | 0     |
| F. C. Lorient "II" Francia    | Total club    | Total club    | 17    | 15    | 8     | 0                | 0                | 0                | 0                       | 0                       | 0                       | 17    | 15    | 8     |
| F. C. Lorient Francia         | 2.ª           | 2018-19       | 28    | 32    | 9     | 2                | 0                | 2                | ―                       | ―                       | ―                       | 30    | 32    | 11    |
| F. C. Lorient Francia         | Total club    | Total club    | 28    | 32    | 9     | 2                | 0                | 2                | 0                       | 0                       | 0                       | 30    | 32    | 11    |
| Leeds United F. C. Inglaterra | 2.ª           | 2019-20       | 10    | 4     | 7     | 1                | 1                | 0                | ―                       | ―                       | ―                       | 11    | 5     | 7     |
| Leeds United F. C. Inglaterra | 1.ª           | 2020-21       | 35    | 52    | 11    | 0                | 0                | 0                | ―                       | ―                       | ―                       | 35    | 52    | 11    |
| Leeds United F. C. Inglaterra | 1.ª           | 2021-22       | 38    | 78    | 5     | 4                | 4                | 2                | ―                       | ―                       | ―                       | 42    | 82    | 7     |
| Leeds United F. C. Inglaterra | 1.ª           | 2022-23       | 34    | 67    | 5     | 4                | 6                | 0                | ―                       | ―                       | ―                       | 38    | 73    | 5     |
| Leeds United F. C. Inglaterra | 2.ª           | 2023-24       | 47    | 41    | 21    | 3                | 5                | 0                | ―                       | ―                       | ―                       | 50    | 46    | 21    |
| Leeds United F. C. Inglaterra | 2.ª           | 2024-25       | 39    | 27    | 21    | 0                | 0                | 0                | ―                       | ―                       | ―                       | 39    | 27    | 21    |
| Leeds United F. C. Inglaterra | Total club    | Total club    | 203   | 269   | 70    | 12               | 16               | 2                | 0                       | 0                       | 0                       | 215   | 285   | 72    |
| Total carrera                 | Total carrera | Total carrera | 248   | 316   | 87    | 14               | 16               | 4                | 0                       | 0                       | 0                       | 262   | 332   | 91    |
| 1. 2.                         |               |               |       |       |       |                  |                  |                  |                         |                         |                         |       |       |       |

## Palmarés

### Títulos nacionales
| Título           | Club               | País       | Año     |
| ---------------- | ------------------ | ---------- | ------- |
| EFL Championship | Leeds United F. C. | Inglaterra | 2019-20 |
| EFL Championship | Leeds United F. C. | Inglaterra | 2024-25 |

### Distinciones individuales
| Distinción                           | Año  |
| ------------------------------------ | ---- |
| Equipo ideal de la EFL Championship  | 2024 |
| Guante de Oro de la EFL Championship | 2024 |